# М57 (миномёт)
М57— Югославский 60-мм лёгкий миномёт.
В целом он основан на конструкции американского 60-мм миномёта М2. В настоящее время миномёт М57 производится сербской компанией PPT Namenska и до сих пор используется 72-й бригадой специальных операций Вооружённых сил Сербии.

## Назначение
60-мм миномёт М57 предназначен для огневой поддержки на коротких дистанциях. Он способен уничтожать живую силу, огневые точки и пулемётные гнёзда.

## Боеприпасы
Осколочно-фугасные миномётные снаряды
- 60-мм осколочно-фугасный миномётный снаряд M73 P4
- 60-мм осколочно-фугасный миномётный снаряд M73 P3

Дымовые миномётные снаряды
- 60-мм дымовой миномётный снаряд М73 P2
- 60-мм дымовой миномётный снаряд М93

Осветительный миномётный снаряд
- 60-мм осветительный миномётный снаряд М67 P2

## На вооружении
- Армения[9]
- Босния и Герцеговина
- Либерия[10]
- Мали
- Северная Македония
- Намибия
- Сербия
- Украина[11]